# 蒲原奈氏鱈
蒲原奈氏鱈，為輻鰭魚綱鱈形目鼠尾鱈科的其中一種。分布於西北太平洋區的日本相模灣海域，棲息在中水層，體長可達38公分，生活習性不明。